# Thomas McKissick Jones
Thomas McKissick Jones (* 16. Dezember 1816 in Person County, North Carolina; † 13. März 1892 in Pulaski, Giles County, Tennessee) war ein amerikanischer Politiker aus dem 19. Jahrhundert. Ferner war er Mitglied der Freimaurer und des Templerordens.
Jones vertrat in seiner politischen Laufbahn seinen Staat im Repräsentantenhaus und im Senat von Tennessee. Ferner war er nach der Sezession von Tennessee von 1861 bis 1862 im Provisorischen Konföderiertenkongress tätig. Nach dem Krieg vertrat er 1870 seinen Staat beim Verfassungskonvent. Danach war er von 1872 bis 1873 als Richter in Tennessee tätig.
Jones verstarb in Pulaski und wurde anschließend dort auf dem Maplewood Cemetery beigesetzt.

## Familie
Thomas McKissick Jones war das jüngste der sechs Kind von Wilson Jones (1780–1818) und Rebecca McKissick (1782–1826). Seine Eltern hatten am 26. März 1803 im Person County, North Carolina geheiratet. Zwischen 1810 und 1810 zog die Familie vom Person County, North Carolina in das Giles County nach, Tennessee. Sein anderer Bruder Calvin war ebenfalls Anwalt im Fayette County, Tennessee
Thomas McKissick Jones heiratete 1838 Marietta Perkins, das Paar hatte neun Kinder, darunter den 1840 geborenen Rechtsanwalt Calvin E. Jones, einen der Gründer des  Ku-Klux-Klan. Im Büro von Thomas McKissick Jones in Pulaski wurde der Clan 1865 gegründet.